# Harmonize
Pour les articles homonymes, voir Harmonisation.
Rajab Abdul Kahali (né dans la région de Mwanza), mieux connu sous le nom de Harmonize, est un musicien tanzanien de Bongo Flava, et entrepreneur.

## Biographie

### Enfance et études
Depuis 2009, après avoir terminé ses études secondaires, Harmonize vit à Dar es Salaam. Parfois, il est appelé Konde Boy en référence à son héritage Makonde. Les autres noms qu'il utilise sont Jeshi, Tembo, Mbunge, Konde-Mabeyo,,. Il est connu pour ses chansons Kwa Ngwaru avec Diamond Platnumz, et Show Me avec Rich Mavoko. En 2017, MTV Base l'inclut dans leur édition africaine de Ones to Watch for 2017. Il devient le premier artiste à signer un contrat d'enregistrement avec le label Diamond Platnumz WCB Wasafi et fonde son propre label, Konde Music Worldwide.

### Carrière
Il commence sa carrière musicale en 2011. En 2015, il rencontre Diamond Platnumz et signe à WCB Wasafi. Sa première chanson Aiyola connait un succès commercial. Le 25 février 2019, il a sorti 'Afro Bongo'. Son premier EP avec Diamond Platnumz, Burna Boy, Mr. Eazi et Yemi Alade. Afro Bongo a quatre morceaux dont son hit majeur Kainama qui est le morceau numéro un de l'EP. Le clip vidéo de Kainama fait surface plus de 14 millions de vues en douze mois. Harmonize quitte WCB Wasafi à la fin 2019 et sort plusieurs projets dont The Return of Q Chillah. Libéré de son contrat avec WCB, Harmonize sort quatre singles commerciaux dont Hainistui et Uno qui figure sur son premier album studio Afro East sorti le 14 mars 2020. 
Harmonize sort sa dernière offre, un album de 18 titres intitulé Afro East, qui fait suite à son EP Afro Bongo en 2019. L'album studio, qui est le premier de l'artiste tanzanien et son premier projet depuis qu'il a quitté WCB, comprend Burna Boy, Lady Jay Dee, Phyno, Yemi Alade, Mr Eazi, Falz, Skales, Khaligraph Jones, Morgan Heritage, DJ Seven, Mr. Blue et plusieurs autres. Afro East est un autre des projets d'Harmonize qui met en valeur sa capacité à fusionner de manière transparente Afropop avec Singeli et Bongo,.
Le 5 novembre 2021, Harmonize sort son deuxième album intitulé High School. La liste des titres est révélée sur la page instagram de l'artiste lors de sa tournée américaine de 2021. L'album est son premier depuis Afro East. Le projet est précédé par les tubes Amapiano précédemment publiés Sandakalawe et Teacher. De plus, la première chanson de l'album intitulée Sorry est en partie interprétée lors d'un concert virtuel d'une semaine par l'artiste tenu plus tôt avant la sortie de l'album. L'album avait vingt chansons et seules les deux avaient été entendues auparavant (Sandakalawe et Teacher). L'album présentait plusieurs artistes africains de premier plan, dont Naira Marley, Sarkodie, Bosiswa ainsi que les compagnons de label Ibraah et Anjella. Le chanteur tanzanien Singeli Sholo Mwamba était également en vedette. Cet événement marque une rupture avec le long métrage afro-oriental lourd, car il avait moins de fonctionnalités avec la plupart des chansons dirigées par Harmonize seul.
Le 28 octobre 2022, Harmonize sort son troisième album studio, intitulé Made for Us. L'album de 14 titres fait notamment participer Spice, Ntoshi Gazi, Abby Chams et Bruce Melodie. Quelques jours avant la sortie de l'album, Harmonize annonce sur son Instagram qu'il ne ferait pas la promotion de l'album parce qu'il avait « tout fait en studio ». L'album est salué par la critique, Charles Maganga de Music in Africa le qualifiant d'album de plus personnel d'Harmonize à ce jour.
Le 24 novembre 2023, Harmonize sort son quatrième album studio intitulé Visit Bongo, qui est nommé par Notjustok meilleur album tanzanien de 2023.

## Vie personnelle
La relation de quatre ans d'Harmonize, puis son mariage en 2019 avec la mondaine et entrepreneure italienne Sarah Michelotti, ont été largement médiatisés. En 2020, un an après l'échange des vœux, il a été annoncé que le couple s'était séparé en raison de différences irréconciliables. Il a été rapporté que la scission a été causée en partie par l'infidélité du côté d'Harmonize qui l'a conduit à engendrer son premier enfant hors mariage. Depuis lors, Harmonize est désormais perçu par le public comme père de famille. Quelques mois plus tard, il annonce publiquement le début d'une nouvelle relation avec l'actrice tanzanienne Frida Kajala Masanja. Ils ont rompu à peine trois mois après avoir commencé à se fréquenter. Harmonize sort actuellement avec une fille australienne nommée Briana.

## Discographie

### Albums studio
- 2020 : Afro East[18]
- 2021 : High School[19]

### Singles et EP
- 2015 : Aiyola
- 2016 : Bado (feat. Diamond Platnumz)
- 2017 : Matatizo
- 2017 : Happy Birthday
- 2017 : Sina
- 2017 : Kainama (feat. Burna Boy[20] et Diamond Platnumz)
- 2018 : Paranawe (feat. Rayvanny)
- 2018 : Show Me What You Got (feat. Yemi Alade)
- 2019 : Kushoto Kulia
- 2021 : Anajikosha

## Récompenses et nominations
Harmonize a remporté trois prix de WatsUp TV,, AFRIMMA et AEA USA aux États-Unis.